# Seilbahnunfall von Cavalese (1976)

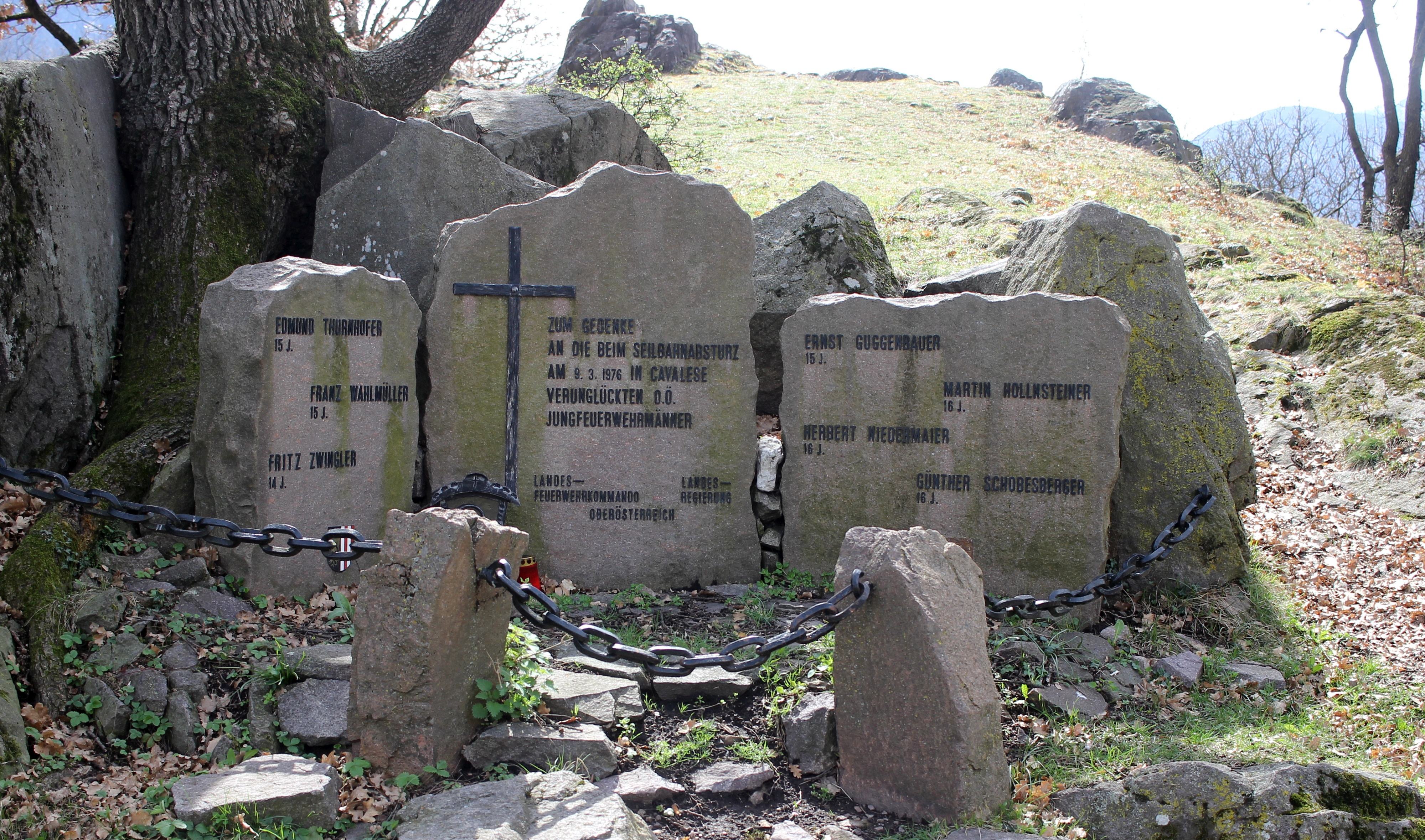
Gedenksteine für Opfer des Seilbahnunglücks von Cavalese 1976

Bei dem Seilbahnunfall von Cavalese am 9. März 1976 stürzte eine voll besetzte Kabine der Cermisbahn ab. 43 Menschen starben. Dies war der folgenschwerste Unfall einer Luftseilbahn weltweit bis heute.

## Ausgangslage

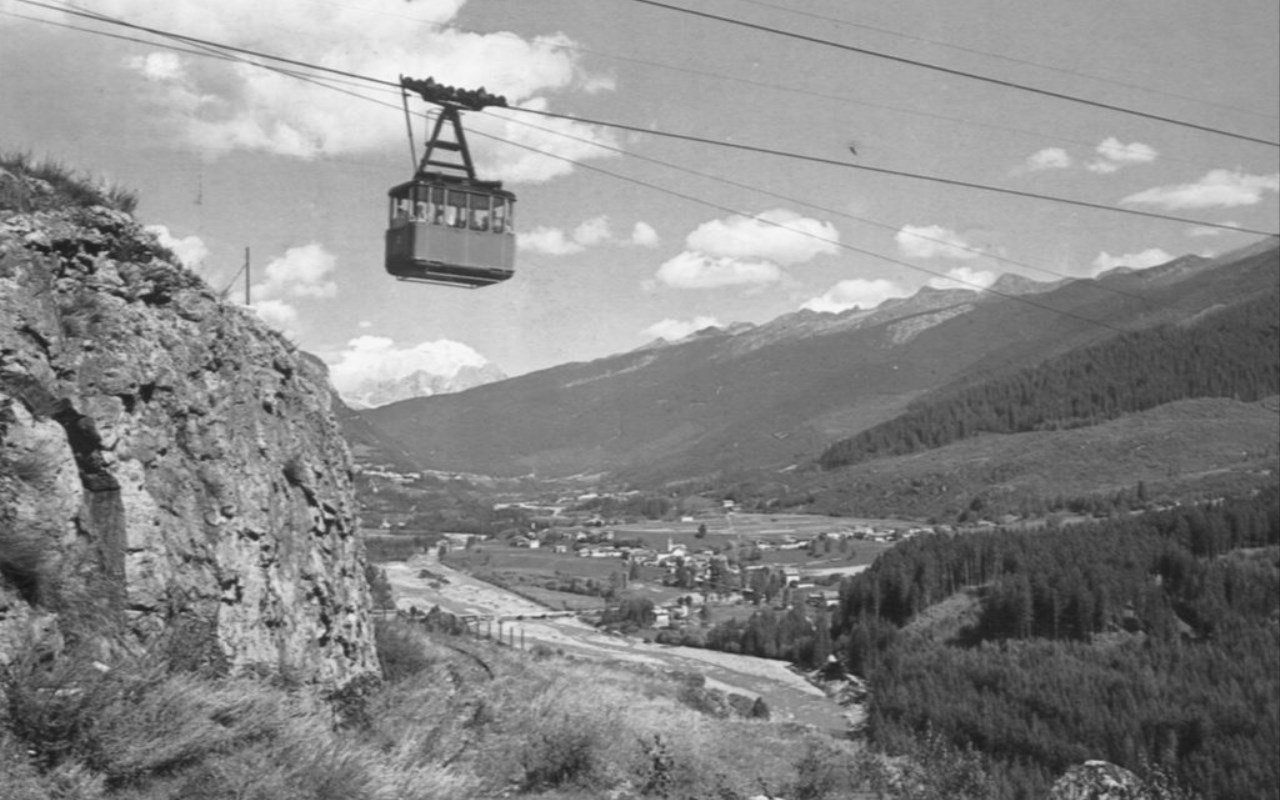
Seilbahnkabine im Jahr 1976

Die Cermisbahn verbindet den Ort Cavalese im Trentino (Trient) mit der Alpe Cermis, einem Berg der Bergkette Lagorai. Es handelt sich um eine Luftseilbahn mit Kabinen, die in drei Abschnitten betrieben wird. Das Tragseil der Bahn war zwei Wochen zuvor behördlich kontrolliert und für in Ordnung befunden worden.
Eine mit 43 Fahrgästen und dem Gondelführer besetzte Kabine fuhr auf der unteren Sektion zwischen der Alpe Cermis und Cavalese talwärts. Der Seilbahnführer war ein Ungelernter, der offiziell bei der Post in Bozen arbeitete, sich jedoch in der Wintersaison krankmeldete, um sich beim Aushelfen an der Cermis-Bahn Geld dazuzuverdienen. Der Chef vom Dienst setzte ihn als Seilbahnführer ein. Als er zu einem späteren Zeitpunkt den Seilbahnführerschein machen wollte, fiel er durch.

## Unfallhergang
Starker Wind warf das Zugseil der Bahn über das Tragseil. In solchen Fällen wird eine Zwangsbremsung ausgelöst, die den Motor, der die Seilbahn bewegt, sofort und automatisch stoppt. Diese Sicherheitsschaltung versagte. So rieben die beiden Stahlseile über eine längere Strecke aufeinander, bis dann kurz nach 17:30 Uhr das Tragseil riss. Die Kabine stürzte 50 Meter tief auf einen Steilhang und überschlug sich dort mehrmals. Das etwa 3 Tonnen schwere Tragwerk riss ab, stürzte auf die Kabine und zertrümmerte sie vollständig.

## Folgen

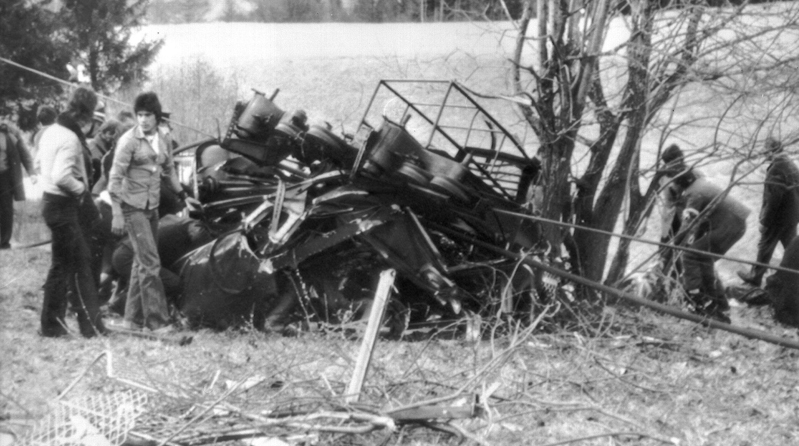
Die zertrümmerte Seilbahnkabine

Zunächst wurden 42 Todesopfer geborgen. Erst später wurde ein zunächst vermisster Venezianer tot aufgefunden. Nur eine 14-jährige Mailänderin überlebte das Unglück, weil ihr Aufprall von den Körpern anderer Opfer gedämpft wurde.